# 利曼区 (俄罗斯)
利曼区（俄语：Лиманский район）是俄罗斯联邦阿斯特拉罕州下辖的一个区，其行政中心为利曼。据2015年统计，该区的人口为31306人。